# Ciência cognitiva

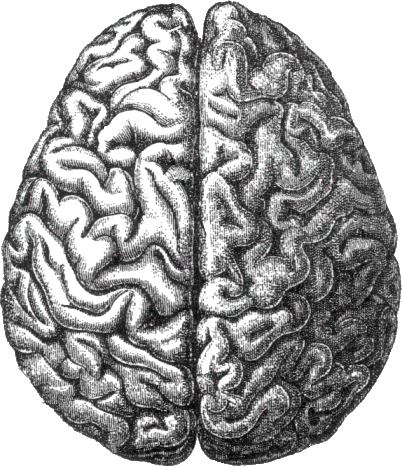
Cérebro humano: Fissura Inter-hemisférica e os Hemisférios Cerebrais

A ciência cognitiva ou a ciência da cognição ou as ciências cognitivas designam normalmente o estudo científico da mente ou da inteligência.
Até há pouco tempo, poucos cientistas acreditavam que se pudesse empreender seriamente o estudo da mente humana, e o assunto constituía, em grande medida, uma área reservada aos filósofos. Nos últimos anos, porém, várias linhas de investigação - que partiram da filosofia (especialmente da filosofia da mente, da filosofia da matemática e da filosofia da ciência), da psicologia (especialmente através da psicologia cognitiva), da neurociência, da linguística, da ciência da computação e da inteligência artificial (em particular do ramo de redes neurais) - convergiram, dando origem a este novo campo altamente interdisciplinar.

## História
A ciência cognitiva é normalmente vista como sendo compatível e interdependente das ciências físicas e fazer uso frequente do método científico, assim como da simulação/modelação, comparando as saídas de modelos com aspectos do comportamento humano. Existe, no entanto, muita controvérsia acerca da exacta relação entre a ciência cognitiva e outros campos e a sua natureza interdisciplinar é ainda frágil e circunscripta.
A ciência cognitiva já alcançou alguns feitos. Gerou modelos do desvio cognitivo e da percepção de risco, tem sido muito influente nos desenvolvimentos da finança comportamental no âmbito da economia. Desenvolveu uma nova teoria da filosofia da matemática e várias teorias sobre inteligência artificial, persuasão e coerção. Tomou presenção na filosofia da linguagem e na epistemologia.
O objetivo da ciência cognitiva é compreender a estrutura e o funcionamento da mente humana; para tanto, ela lança mão de uma variedade de abordagens que vai desde o debate filosófico até a criação de modelos computacionais para a visão, passando pelo estudo da aquisição da linguagem. Um tema recorrente nesse campo é a modularidade da mente, a ideia de que a mente não é um todo sem emendas, mas é, ao contrário, uma coleção de componentes mais ou menos especializados, entre os quais há fortes conexões.

## Princípios

### Abordagens
Existem diversas abordagens no estudo da ciência cognitiva. Podemos classificá-las em três categorias: Simbólica, conexionista e sistemas dinâmicos.
- Simbólico - Considera que a cognição pode ser explicada através de operações sobre símbolos. Estas operações são teorias computacionais e modelos de mente (excluindo-se os modelos cerebrais). Processos mentais são análogos a procedimentos realizados por computadores;
- Conexionista - A cognição só pode ser modelada e explicada por um modelo que leve em conta a estrutura física/biológica do cérebro. A classe principal destes modelos são as redes neurais artificiais;
- Sistemas híbridos - Considera a cognição como um sistema híbrido do conexionista e o simbólico. (veja Sun and Bookman 1994[2]);
- Sistemas dinâmicos - Considera que a cognição só pode ser explicada através de um sistema dinâmico contínuo. Onde todos os elementos que o compõe estão inter-relacionados.

## Escopo
A Ciência cognitiva é um largo campo de investigação. Cobre todos os tópicos em cognição. Entretanto, deveria ser reconhecido que a ciência cognitiva não é igualmente concentrada com cada tópico que estão contidos na natureza e operação da mente ou inteligência. Fatores sociais e culturais, emoção, consciência, cognição animal, abordagens comparativas e evolucionárias (em geral as que possuem algum conflitos filosóficos ou incoerência científica) são frequentemente desmerecidas ou deixadas de lado. Outro importante assunto relacionado a mente que a ciência cognitiva limita-se a abordar é a existência de qualia. Esta discussão é ainda um problema filosófico aberto. Alguns cientistas cognitivos mantém pesquisa neste tema, considerando a qualia um tópico de vital importância.
Em qualquer episódio, a questão essencial da ciência cognitiva acaba sendo: "O que é inteligência? E como é possível modelá-la computacionalmente?"
Entre alguns tópicos que a Ciência cognitiva está concentrada, temos:
- Inteligência artificial;
- Atenção;
- Aprendizagem e Desenvolvimento;
- Memória;
- Percepção e ação;
- Mente inconsciente;
- Linguagem e  Processamento de Linguagem;

## Pesquisadores notáveis
Alguns dos mais reconhecidos nomes da ciência cognitiva são usualmente os mais controvérsos ou os mais citados.
Dos filósofos incluem Daniel Dennett, por seus textos sobre perspectiva de sistemas computacionais. John Searle, abordou sobre o paradoxo do quarto chinês. Jerry Fodor, advogou sobre o funcionalismo e Douglas Hofstadter, famoso por escrever Gödel, Escher, Bach sobre questões da natureza das palavras e pensamento, sendo diretor da Fluid Analogies Research Group do centro de pesquisas sobre cognição em Indiana University.
No campo da linguística, Noam Chomsky e George Lakoff são as influências.
Em Inteligência artificial, Marvin Minsky e Kevin Warwick.
E psicologia incluem-se James McClelland, Steven Pinker e Howard Gardner.

## Publicações sobre Ciências Cognitivas
- Ciências & Cognição